# Bernhard Duhm
Bernhard Duhm (10 de octubre de 1847 - 1 de noviembre de 1928) fue un teólogo alemán-suizo nacido en Bingum, hoy parte de Leer, Frisia Oriental.
Estudió teología en la Universidad de Gotinga, donde tuvo como instructores Albrecht Ritschl (1822-1889), Heinrich Ewald (1803-1875) y Julius Wellhausen (1844-1918), quien se convirtió en un buen amigo y colega de Duhm. En 1873 se convirtió en profesor en Gotinga y, posteriormente, un profesor asociado de estudios del Antiguo Testamento (1877). En 1888 se trasladó a la Universidad de Basilea, donde fue uno de los más influyentes estudiosos del Antiguo Testamento de su tiempo.
Duhm es recordado por su trabajo exegético de los profetas del Antiguo Testamento, en particular estudios sobre la complejidad de los libros de Jeremías e Isaías. En relación con el Libro de Isaías, que proporcionó un análisis en profundidad de la "Deuterojesaja" (Segundo Isaías, capítulos 40-55), y la llamada "Tritojesaja" (Tercer Isaías, capítulos 56-66).
Fue padre de tres hijos, Hans (1878-1946) Dietrich (1880-1940) y Andreas (1883-1975), todos ellos jugadores de ajedrez profesional. Bernhard Duhm murió en Basilea el 1 de noviembre de 1928 como resultado de accidente de automóvil.

## Algunas publicaciones
- Die Theologie der Propheten als Grundlage für die innere Entwicklungsgeschichte der israelitischen Religion, Bonn 1875 en línea

- Die Psalmen erklärt Mohr, Freiburg i. B. 1899 en línea

- Das Buch Jeremia erklärt, Mohr, Tibinga & Leipzig 1901 en línea

- Das Buch Jesaia übersetzt und erklärt, 2. verbesserte Aufl. Gotinga 1902 en línea

- Das Buch Jesaia übersetzt und erklärt (1892): HK III/1, 5ª ed. Gotinga 1968. ISBN 3-5255-1656-8

- Israels Propheten. 2ª ed. Tibinga 1922

## Literatura
- Hans-Joachim Kraus. Geschichte der historisch-kritischen Erforschung des Alten Testaments von der Reformation bis zur Gegenwart. (1956) 3ª ed. Neukirchen-Vluyn 1982, pp. 275-283. ISBN 3-7887-0701-1
- Rudolf Smend. Bernhard Duhm, in: Deutsche Alttestamentler in drei Jahrhunderten. Gotinga: Vandenhoeck & Ruprecht 1989, 114-128